# Efter revolutionen
Efter revolutionen (franska: Après mai) är en fransk dramafilm från 2012, regisserad av Olivier Assayas. Den tävlade i Filmfestivalen i Venedig 2012, där den vann priset för bästa manus.
Filmen utspelar sig på sjuttiotalet, efter Majrevolten. Ett antal ungdomar, tagna av tidens idealism, funderar på hur de kan fortsätta den revolution de antar är i sin begynnelse.